# Catacombs of the Black Vatican
Catacombs of the Black Vatican – dziewiąty album studyjny amerykańskiego zespołu heavymetalowego Black Label Society. Wydawnictwo ukazało się 8 kwietnia 2014 roku nakładem wytwórni muzycznej E1 Music. W Europie materiał trafił do sprzedaży nakładem oficyny Mascot Records. Płyta zadebiutowała na 5. miejscu zestawienia Billboard 200 w Stanach Zjednoczonych sprzedając się w nakładzie 26 tys. egzemplarzy w przeciągu tygodnia od dnia premiery. Niespełna dwa miesiące później materiał sprzedał się w sumie w nakładzie 50 tys. kopii.
Był to pierwszy album formacji zarejestrowany z byłym perkusistą zespołu Breaking Benjamin Chadem Szeligą.

## Lista utworów
Opracowano na podstawie materiału źródłowego.
| Edycja podstawowa 1. „Fields of Unforgiveness” – 03:12 2. „My Dying Time” – 03:22 3. „Believe” – 03:44 4. „Angel of Mercy” – 04:14 5. „Heart of Darkness” – 03:39 6. „Beyond the Down” – 02:54 7. „Scars” – 04:13 8. „Damn the Flood” – 03:18 9. „I’ve Gone Away” – 03:51 10. „Empty Promises” – 05:16 11. „Shades of Gray” – 06:28 |  | Utwory dodatkowe 1. „Dark Side of the Sun” – 05:19 2. „The Nomad” – 04:26 Utwory dodatkowe – edycja australijska 1. „Dark Side of the Sun” – 05:19 2. „Hell and Fire” – 04:24 Utwory dodatkowe – edycja digipack 1. „Dark Side of the Sun” – 5:22 2. „Blind Man” – 4:36 |

## Twórcy
Opracowano na podstawie materiału źródłowego.

- Zakk Wylde – śpiew, gitara, instrumenty klawiszowe, produkcja, miksowanie, zdjęcia
- John DeServio – gitara basowa, miksowanie, koprodukcja
- Chad Szeliga – perkusja
- Adam Klump – inżynieria dźwięku, miksowanie, koprodukcja
- Peter A. Barker – mastering
- Justin Reich – zdjęcia
- Derek Sherinian – gościnnie instrumenty klawiszowe
- Greg Locascio – gościnnie śpiew